# TRIM5alfa
La TRIM5alfa (TRIM5A), motivos tripartitos 5, (también RING finger 88, RING domain-E3 ubiquitin ligase) es una proteína que en el ser humano está codificada por el gen TRIM5. La isoforma alfa de esta proteína, la TRIM5α, es un factor de restricción de retrovirus que media en el bloqueo precoz de una especie específica de la infección por retrovirus. La TRIM5α es un factor inmune intrínseco importante para la defensa inmune innata contra los retrovirus junto con la familia de proteínas APOBEC, la teterina y la TRIM22.

## Estructura
Se describen 6 isoformas de TRIM5 producidas por empalme alternativo, denominadas α, β, γ, δ, ε, ζ. 

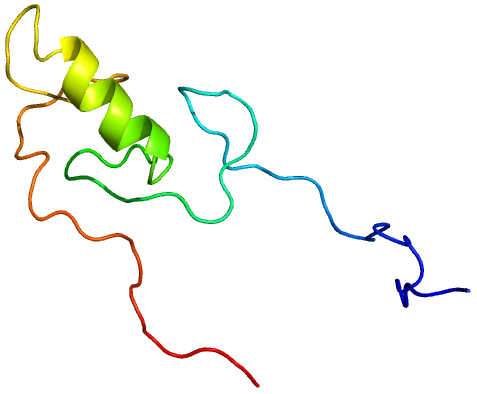
Estructura secundaria

La TRIM5 pertenece a la familia de proteínas de motivos tripartitos TRIM (TRIpartite Motifs en inglés). Esta familia TRIM fue identificada por primera vez por Reddy en 1992 como unas proteínas que contienen un dominio de unión de «dedo de zinc» RING, seguido de una región de superhélice (coiled coil).
Primaria
La TRIM5α es una cadena de 493 aminoácidos y se encuentra en las células de la mayoría de los primates.

RING es un dominio de unión tipo «dedo de zinc»; RING significa (Really Interesting New Gene en inglés). 
La TRIM5α contiene el dominio PRY-SPRY C-terminal conocido como dominio B30.2, además de los otros dominios.
- RING-type: aminoácidos 15-59
- B box-type: aa 90-132
- Coiled coil: aminoácidos 130-241
- Coiled coil: aa 185-198
- Dominio B30.2/SPRY: aminoácidos 281-493[5]

Secundaria
El dominio B30.2/SPRY actúa como un dominio funcional de reconocimiento de la cápside viral. Los polimorfismos en este dominio explican las diferencias específicas de especie observadas entre los ortólogos

## Gen
El gen TRIM5 se ubica en el cromosoma 11 (humano), brazo corto (p), banda 15.4, utilizando la notación internacional del locus, de manera resumida: 11p15.4. 
Codifica este miembro de la TRIM Familia de motivos tripartitos.

## Función
Cuando un retrovirus entra en el citoplasma de una célula huésped, este sufre una rotura de la cápside y revierte la transcripción. La TRIM5 está presente en el citoplasma y reconoce los motivos dentro de las proteínas de la cápside que interfieren en el proceso de rotura e impide, por tanto, la transcripción inversa exitosa y el transporte del genoma viral al núcleo. 

En 2011 se confirmó que la TRIM5 reconoce la estructura en celosía de la cápside del virus y adopta una estructura hexagonal, que se complementa con la de la cápside y se une a ella de forma específica, lo que estimula la producción de cadenas de poliubiquitina lo que, desencadena una reacción contra el virus de manera inmediata.
Se sospecha la implicación de otras proteínas celulares en la inhibición mediada por la TRIM5α, pero aún no se ha demostrado. Sin embargo, la ciclofilina A es importante para la inhibición del VIH por la TRIM5α en la especie de monos catarrinos. La " especificidad " de la restricción, es decir, si la TRIM5α puede dirigir un retrovirus dado, está completamente determinada por la secuencia de aminoácidos del dominio C-terminal de la proteína llamado dominio B30.2/PRY-SPRY. El aminoácido 332 que se presenta dentro de este dominio parece desempeñar un papel crítico en la determinación de la especificidad de la restricción del retrovirus.
La TRIM5α puede haber jugado un papel crítico en el sistema inmunológico humano hace unos 4 millones de años, cuando el retrovirus PtERV1 infectaba a los antepasados de los chimpancés modernos. Aunque no se han encontrado trazas de PtERV1 en el genoma humano, sí ha sido así en alrededor de 130 trazas de ADN de PtERV1 en el genoma de los chimpancés modernos. Después de recrear parte del retrovirus PtVER1, se informó que la TRIM5α impide que el virus penetre en células humanas in vitro. Aunque este mecanismo de defensa celular puede haber sido de gran utilidad hace 4 millones de años ante una epidemia de PtERV1 tiene el efecto secundario de dejar las células más susceptibles de ataque por parte del retrovirus VIH-1. Recientemente se han arrojado dudas sobre estas conclusiones. Mediante el uso de una cápside PtERV1, la cual produce un mayor título de partículas similares al virus, se informó que la PtERV1 no está restringida por la TRIM5alfa humana ni la del chimpancé.

## Trascendencia clínica
Los monos catarrinos no pueden infectarse con el VIH-1, el virus que causa el SIDA en el hombre; sin embargo, pueden infectarse con el VIS, un virus relacionado. La TRIM5α se aisló como una proteína del macaco Rhesus responsable del bloqueo de la infección por VIH-1. La versión humana de la TRIM5α no bloquea el VIH-1, pero puede inhibir las cepas del virus de la leucemia murina (VLM),
  así como el virus de la anemia infecciosa equina (AIE).
Previo al descubrimiento de la proteína TRIM5α como una proteína antiviral, se había descrito el fenotipo de inhibición y se habían acuñado los términos Ref1 (en células humanas) y LV1 (en células de monos). Esta terminología se abandonó hace tiempo. Se aisló una proteína denominada TRIMCyp o TRIMCypA en el mono nocturno (una especie de mono catarrino) y se demostró que es un poderoso inhibidor de la infección por VIH-1.
Ha surgido una proteína similar de manera independiente en el mono catarrino y se ha identificado en varias especies de macaco.
Recientemente se ha descrito que la estimulación mediada por el interferón alfa del inmunoproteasoma permite a la TRIM5alpha humana de cápside dependiente efectiva la inhibición de la síntesis del ADN del VIH-1 y la infección.